# دست‌بوسی (بریتانیا)
دست بوسی یک اصطلاح قانون اساسی مورد استفاده در بریتانیا در اشاره به انتصاب رسمی نخست‌وزیر یا سایر وزرای دولت است که توسط تاج بریتانیا در منصب شان منصوب می شوند.
در گذشته، این اصطلاح به این الزام اشاره داشت که صاحب منصب در واقع دستان پادشاه را به عنوان نمادی از وفاداری و وفاداری شخصی ببوسد، که وفاداری و وفاداری شرط لازم برای خدمت در دولت پادشاه یا ملکه است.
در دوران مدرن، نه در این مراسم و نه در هیچ نقطه دیگری از مراحل نصب یک صاحب منصب جدید، انتظار نمی‌رود که صاحبان منصب قبل از تصدی این منصب، دستان پادشاه را ببوسند. صرف به حضور پذیرفته شدن از سوی پادشاه به منزله تأیید این انتخاب انجام محسوب می‌شود، و خود این جلسه در بخشنامه دربار به عنوان «دست بوسی» توصیف شده است. از دعوتی که از یک رهبر حزب برای تشکیل دولت صادر می‌شود، گاهی اوقات هنوز به عنوان «دعوت برای دست بوسی» یاد می‌شود. بوسیدن استعاری دستها (یعنی انتصاب) از نظر قانونی تا پیش از جلسه بعدی شورای خصوصی که وزیر جدید رسماً به عنوان عضوی از شورا منصوب می‌شود، انجام نمی‌شود.
هنگام انتصاب وزیر امور خارجه (بالاترین رتبه در دولت انگلستان)، این پروتکل همچنین شامل تحویل مهر و موم دفتر توسط پادشاه یا ملکه به دست شخص منصوب می‌شود. این امر همچنین برای سایر مأمورانی که حافظ مهر هستند، مانند Lord Privy Seal یا Lord Chancellor که همچنین حافظ مهر بزرگ بریتانیا است، صادق است.

## تاریخ

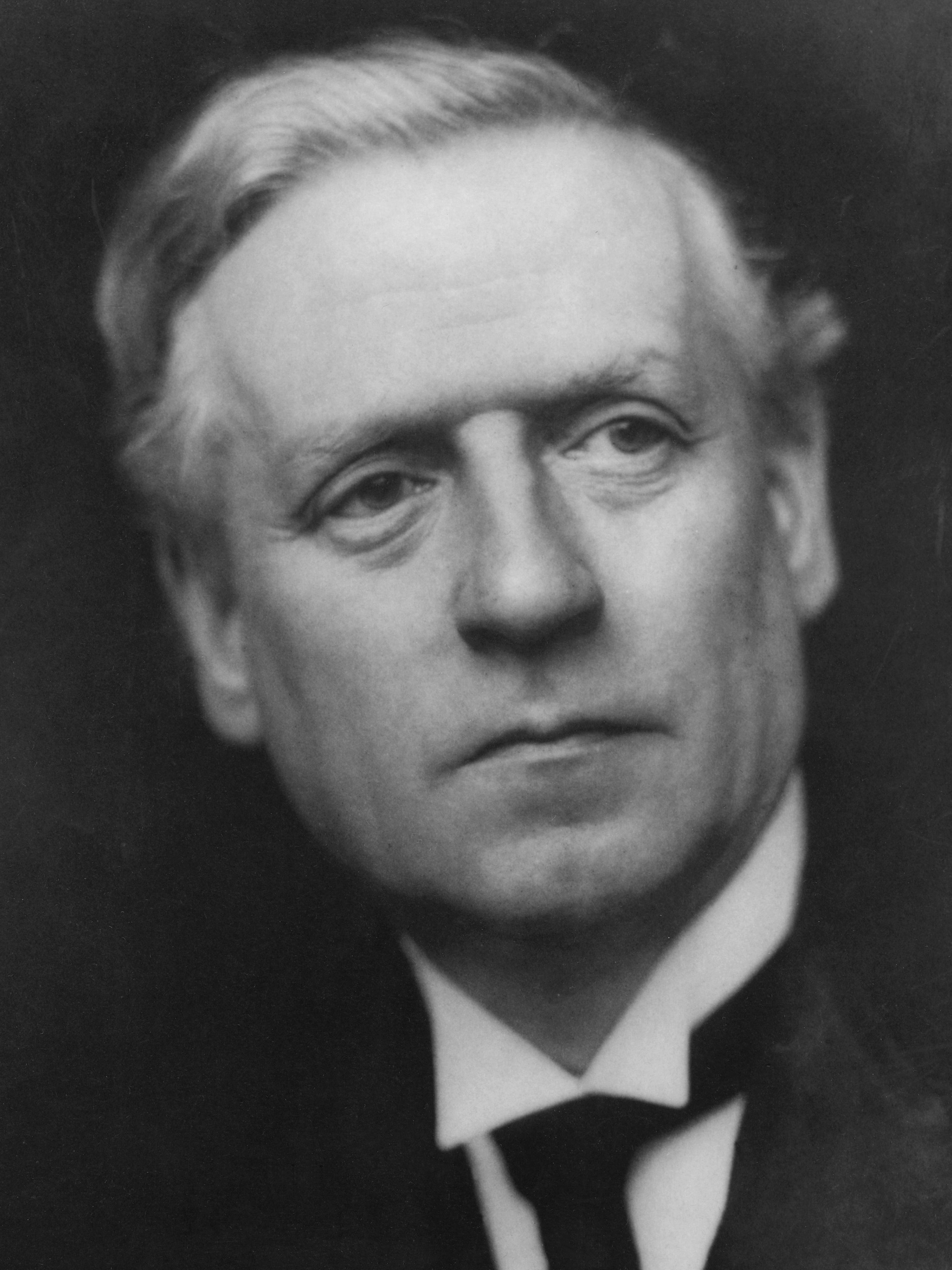
اچ اچ اسکوییت، که در سال ۱۹۰۸ در اینجا دیده شد، برای بوسیدن دست پادشاه ادوارد هفتم از کشور فراخوانده شد.

این مراسم معمولاً در کاخ باکینگهام برگزار می‌شود، اما مشهور است که در قلعه ویندزور یا قلعه بالمورال هم اتفاق افتاده است. یک مورد غیرعادی تر، در آوریل ۱۹۰۸ رخ داد، که ادوارد هفتم اچ. اچ اسکوئیت را به خارج از کشور به هتل دو پله، بیاریتز، فرانسه فراخواند، جایی که پادشاه در آن زمان در آن در تعطیلات به سر می‌برد.
تونی بلر در زندگی‌نامه خود به یاد می‌آورد که از این واقعیت که مراسم به معنای واقعی کلمه شامل بوسیدن دست‌های ملکه الیزابت دوم نبود، گیج شده بود، در عوض به او گفته شد «دست‌ها را به آرامی به لب‌هایت بمال». وقتی بلر برای ملاقات با ملکه وارد اتاق شد، بلر روی یک تکه فرش زمین‌خورد و روی دستان ملکه افتاد.
به دلیل ناتوانی سلامتی الیزابت دوم، مراسم دست بوسی لیز تراس در سال ۲۰۲۲ در بالمورال، جایی که ملکه تابستان را سپری می‌کرد، برگزار شد و این تنها باری در سلطنت ۷۰ ساله او بود که این مراسم در کاخ باکینگهام برگزار نشد. این آخرین اقدام رسمی ملکه دو روز پیش از مرگ او بود. از سال ۱۸۸۵، زمانی که لرد سالزبری اولین دوره نخست‌وزیری خود را آغاز کرد، این اولین باری بود که این مراسم در بالمورال برگزار شد.